# Franz von Zeiller
Franz Anton Felix Edler von Zeiller (14. januar 1751 i Graz - 23. august 1828 i Hietzing ved Wien)  var en østrigsk retskyndig og lovforfatter.
Von Zeiller blev Dr. jur. 1778, 1782 professor i Wien og beklædte ved siden heraf en række andre juridiske embeder. Som jurist tilhørte von Zeiller Kants naturretsskole, hans skrifter, således for eksempel Das natürliche Privat-Recht (1802 og senere oplag), er med stor dygtighed og finhed skårne over den Kantske retsfilosofis læst. Von Zeillers betydningsfulde arbejde i lovgivningens tjeneste affødte hans Vorbereitung zur neuesten österreichischen Gesetzkunde (1806—09; udgave i 4 bind 1810). Den østrigske  straffelov af 1803 og den almindelige borgerlige lovbog for det østrigske monarkis samtlige tyske arvelande af 1811 er i alt væsentligt von Zeillers værk; i en håndskrivelse af 5. juli 1811 udtaler kejser Frans sin tak til von Zeiller, "forfatteren af den borgerlige lovbog". Også af ordningen af det juridiske studium indlagde von Zeiller sig stor fortjeneste.